# Посон (носки)
Посон (bəːsɔn, кор. 버선) — носки, которые надевают с ханбоком, корейским национальным костюмом, также называются чоки (кор. 족의?, 足衣?), чоккон (кор. 족건?, 足件?), маль (кор. 말?, 襪?). Согласно «Хунмонъ чахве» (кор. 훈몽자회), книге авторства Чхве Седжина (кор. 최세진), в 1527 году, в правление короля Чунъджона, посон назывались «посёнмаль» (кор. 보션말).
Неизвестно, когда корейцы начали носить посон, в период трёх корейских государств (57 год до н. э. — 668 н. э.), высшее общество носило шёлковые носки. В период правления династии Чосон белые носки носили все слои общества.

## Разновидности
Виды посон разнятся в зависимости от назначения, формы и типа шитья. Кутын («прямые») посон (곧은버선) и нуин («старческие») посон (누인버선) отличаются формой.
По типу шитья посон бывают сом (솜 — с хлопковой подкладкой), кёп (겹 — двухслойные носки без подкладки), хот (홑 — нижние однослойные носки, на которые надеваются другие), нуби (누비, стёганые зимние носки). Тхарэ посон (타래버선) — декоративные вышитые детские носки. В верхнюю часть носков продета ленточка, с помощью которой они затягиваются.
Хотя мужские и женские посон не отличаются покроем, швы на мужских носках более прямые.